# José Pessoa Leal
José Pessoa Leal (São Pedro do Piauí, 12 de agosto de 1946), conhecido como Dr. Pessoa, é um médico, professor e político brasileiro, filiado ao Partido Renovação Democrática (PRD), e ex-prefeito de Teresina.

## Dados biográficos
Filho de Faustino José Leal e Maria Raimunda Leal. Após residir em Teresina e no Rio de Janeiro, fixou moradia em Teresópolis formando-se em Medicina pelo Centro Universitário Serra dos Órgãos com especialização em Cirurgia Geral, Saúde Pública, Administração Hospitalar e Medicina do Trabalho, lecionou Cirurgia Geral na instituição onde se graduou e é titular do Colégio Brasileiro de Cirurgiões. De volta à capital piauiense, dirigiu o hospital do bairro Satélite e o Serviço de Urgência e Emergência do Hospital Getúlio Vargas, além de ser professor adjunto da Universidade Federal do Piauí, tem Mestrado em Saúde da Família, pelo Centro Universitário Uninovafapi.
Inicialmente filiado ao PMDB, foi candidato a prefeito de Água Branca em 1988 e de Lagoinha do Piauí em 1996, mas foi derrotado nas duas ocasiões, bem como perdeu a eleição para deputado estadual em 1990, quando pertencia ao PDS. Eleito vereador de Teresina em 2000 pelo PPS, perdeu a eleição para deputado estadual em 2002, sendo reeleito à Câmara Municipal de Teresina via PDT em 2004 e 2008. Depois de ingressar no PSD conquistou um novo mandato de vereador em 2012 e foi eleito deputado estadual em 2014. Foi derrotado em primeiro turno tanto por Firmino Filho ao disputar a prefeitura de Teresina em 2016 quanto por Wellington Dias e ao disputar o governo do Piauí em 2018, quando já estava no Solidariedade.
Em 2020, porém, foi eleito prefeito de Teresina pelo MDB em segundo turno derrotando o candidato do PSDB, Kleber Montezuma. Foi empossado em 1º de janeiro de 2021, de forma virtual, por causa da Pandemia de COVID-19. No curso do mandato, saiu do partido pelo qual foi eleito e ingressou no Republicanos e por fim no PRD, não sendo reeleito em 2024.